# Mike Fiers
Michael Bruce Fiers (né le 15 juin 1985 à Pompano Beach, Floride, États-Unis) est un lanceur droitier des Athletics d'Oakland de la Ligue majeure de baseball.
Il réussit un match sans point ni coup sûr le 21 août 2015 pour les Astros de Houston, ainsi qu'une manche immaculée le 7 mai de la même année pour les Brewers de Milwaukee.

## Carrière

### Brewers de Milwaukee
Joueur à l'université Nova Southeastern en Floride, Michael Fiers est repêché au 22e tour de sélection par les Brewers de Milwaukee en 2009. Il n'est repêché qu'à l'âge de 24 ans, plus tard que la majorité des athlètes, car en 2008 il est victime d'un accident de voiture. Il s'endort au volant, est éjecté de son véhicule et subit 4 fractures au dos.
Fiers ne semble pas destiné à une carrière dans les Ligues majeures, mais il compense pour la modeste vélocité de sa balle rapide en ajoutant à son répertoire de lancers une balle cassante. À son retour à la compétition en 2009 après son accident de la route, le lanceur de Nova Southeastern mène les joueurs collégiaux américains avec 145 retraits sur des prises et affiche un spectaculaire ratio de 19 retraits sur des prises pour chaque but-sur-balles accordé.
Il fait ses débuts dans le baseball majeur comme lanceur de relève pour Milwaukee le 14 septembre 2011.

#### Saison 2012
Après deux présences en relève en fin de saison 2011, Fiers amorce 2012 dans les ligues mineures. Il revient au niveau majeur le 29 mai, cette fois comme lanceur partant. À son premier match de 2012 avec Milwaukee, il savoure face aux Dodgers de Los Angeles sa première victoire en carrière. Le 7 août face aux Reds de Cincinnati, il retire les 18 premiers frappeurs qu'il affronte avant de perdre son match parfait en septième manche. En 23 matchs joués, dont 22 départs, pour Milwaukee en 2012, Fiers enregistre 135 retraits sur des prises en 127 manches et deux tiers. Il remporte 9 victoires contre 10 défaites et sa moyenne de points mérités se chiffre à 3,74.

#### Saison 2013
Ces succès ne se répètent pas en 2013, puis la malchance frappe en juin. Alors qu'il lance dans les ligues mineures pour le club-école des Brewers à Nashville, Fiers a le bras cassé par une balle frappée en flèche par Kevin Kouzmanoff des Zephyrs de La Nouvelle-Orléans. En 11 matchs au total pour Milwaukee en 2013, Fiers n'effectue que 3 départs. En 22 manches et un tiers, il compte une victoire, 4 défaites et 15 retraits sur des prises et il affiche une moyenne de points mérités élevée de 7,25.

#### Saison 2014
Le 11 septembre 2014, Fiers atteint accidentellement au visage la vedette des Marlins de Miami, Giancarlo Stanton, d'une balle rapide lancée à 142 km/h. Stanton est hospitalisé à Milwaukee, souffrant de fractures au visage et de multiples lacérations. L'arbitre juge toutefois que Stanton s'est élancé pour une prise sur le jeu. Le frappeur suppléant qui le remplace, Reed Johnson, est aussi atteint par un tir, mais l'arbitre une fois de plus juge qu'il s'est élancé avant d'être touché par la balle, ce qui signifie un retrait sur des prises. La combinaison de ces événements entraîne une mêlée générale sur le terrain.
Fiers ne lance que 14 matchs en 2014, dont 10 départs, mais maintient une excellente moyenne de points mérités de 2,13 en 71 manches et deux tiers lancées, avec 6 victoires, 5 défaites et 76 retraits sur des prises.

#### Saison 2015
Le 7 mai 2015, Fiers lance la 79e manche immaculée de l'histoire du baseball, retirant sur 3 prises en 9 lancers Enrique Hernández, Carlos Frías et Joc Pederson à la 4e manche d'un match face aux Dodgers de Los Angeles.

### Astros de Houston
Le 30 juillet 2015, Milwaukee échange Fiers et le voltigeur Carlos Gómez aux Astros de Houston pour quatre joueurs de ligues mineures : les voltigeurs Brett Phillips et Domingo Santana, le lanceur droitier Adrian Houser et le lanceur gaucher Josh Hader.
Le 21 août 2015, Fiers lance un match sans point ni coup sûr dans la victoire de 3-0 des Astros à Houston sur les Dodgers de Los Angeles. Fiers accorde 3 buts-sur-balles et enregistre 10 retraits sur des prises durant sa performance, qu'il complète après un nombre élevé de 134 lancers. Il s'agit du 11e match sans coup sûr de l'histoire des Astros, du premier réussi par un lanceur du club à Houston depuis Darryl Kile le 8 septembre 1993, du premier réussi au Minute Maid Park de Houston depuis l'ouverture du stade en 2000, et du premier réussi par un lanceur durant une année où il a été échangé d'une équipe à un autre depuis celui de Jim Bibby le 30 juillet 1973 après être passé des Cardinals de Saint-Louis aux Rangers du Texas.
Il est à l'origine des révélations relatives au scandale du vol de signaux des Astros de Houston.